# Kayaaltı, Gölmarmara
Kayaaltı là một xã thuộc huyện Gölmarmara, tỉnh Manisa, Thổ Nhĩ Kỳ. Dân số thời điểm năm 2011 là 358 người.